# Proyectos de ley y reformas relacionadas con el estallido social en Chile
En el marco de las protestas en Chile, iniciadas en octubre de 2019, el gobierno de Sebastián Piñera ha propuesto una serie de proyectos de ley y reformas, tendientes a solucionar algunas de las demandas presentadas por los manifestantes.
A diferencia de otros casos en que existen claros petitorios de demandas y contrapartes que representan oficialmente a los manifestantes, las protestas de 2019 se han caracterizado por la ausencia de líderes y la incorporación, en distintos niveles, de un amplio espectro social, desde la clase baja a la media alta. Esto ha hecho más difícil la posibilidad de generar proyectos de ley que satisfagan totalmente las peticiones de los manifestantes.
Si bien los primeros casos de desobediencia civil se registraron a partir del 7 de octubre, un día después de registrarse el alza de la tarifa de la Red Metropolitana de Movilidad, las protestas estallaron en toda la ciudad de Santiago de Chile el día 18 de octubre. La situación luego se extendió a otras ciudades, lo que llevó a decretar el estado de emergencia constitucional y el toque de queda en Santiago, Valparaíso y Concepción; en los días posteriores, la medida se aplicaría también en las principales urbes chilenas. Si bien durante las primeras horas del conflicto social las autoridades se refirieron únicamente a la situación de seguridad interior, la primera señal política respecto al fondo de las protestas vino del presidente Piñera, al anunciar un poco antes de las 19:00 del sábado 19.

He escuchado con humildad y con mucha atención la voz de mis compatriotas y no tendré miedo a seguir escuchando esa voz, porque así se construyen las democracias, y porque así logramos mayor unidad entre nuestros chilenos. [...]
Durante la próxima semana, convocaré a una mesa de diálogo amplia y transversal para escuchar la voz y las propuestas de distintos sectores, pero muy especialmente la voz de nuestros ciudadanos y conocer cuáles son sus ideas y sus propuestas para satisfacer mejor demandas tan sentidas por nuestros compatriotas, como el alto costo de la vida, una mayor seguridad para nuestras familias, una baja en el precio de los medicamentos y una baja en el precio y garantía de nuestros sistemas de salud.
Sebastián Piñera, Presidente de la República

## Reversión del aumento de las tarifas del transporte en Santiago
El sábado 19 de octubre, el presidente Sebastián Piñera anunció que presentaría un proyecto de ley para revertir el alza de la tarifa de la Red Metropolitana de Movilidad, el sistema de transporte de Santiago, y que fue el detonante de las manifestaciones. La mayor parte de los parlamentarios indicaron la intención de apoyar la moción y la Cámara de Diputados fue citada a una sesión extraordinaria el domingo 20.
El proyecto de ley fue aprobado con 103 votos a favor, uno en contra y una abstención. El Partido Comunista se negó a participar de la sesión mientras existiera presencia de militares en la calle; aunque el Frente Amplio tuvo una postura similar que lo llevó a retirarse en parte de la sesión, finalmente votaron a favor de la propuesta. La iniciativa pasó al Senado, siendo aprobada el lunes 21 por 36 votos a favor y ninguno en contra.
La iniciativa fue promulgada el mismo día a través de la edición electrónica del Diario Oficial. Así, a partir del martes 22, el valor de las tarifas retornó al valor vigente desde enero de 2019, variando entre 700 y 800 pesos según el tramo horario.

## Nueva Agenda Social
El día 22 de octubre de 2019, el Gobierno anunció las siguientes medidas tomadas en respuesta a la crisis, las cuales denominó Nueva Agenda Social, y que incluyen las siguientes reformas y/o proyectos:
Pensiones
- Incrementar un 20% la Pensión Básica Solidaria, en beneficio de 590.000 pensionados.
- Incrementar un 20% el Aporte Previsional Solidario, en beneficio de 945.000 pensionados.
- Incremento añadido a las pensiones básicas y los aportes previsionales solidarios, para los jubilados mayores de 75 años, a partir de 2021 y 2022.
- Se compromete aporte fiscal en suma al ahorro previsional de la clase media, en pos de aumentar sus pensiones al momento de la jubilación, en beneficio de 500.000 trabajadores.
- Se compromete aporte fiscal para mejorar pensiones de la tercera edad no autovalente.

Salud
- Se compromete priorizar la votación del artículo de ley para la creación del Seguro de Enfermedades Catastróficas, iniciativa enviada por el Gobierno, donde el Estado fija un techo máximo de gasto en salud para las familias beneficiadas, contribuyendo el Estado con el excedente.
- Crear un seguro que cubra parcialmente el gasto en medicamentos no cubiertos por programas como el GES o la Ley Ricarte Soto.
- Amplificar el convenio de Fonasa con farmacias para reducir el precio de los medicamentos, en beneficio de 12 millones de personas.

Economía y administración
- Ingreso Mínimo Garantizado: Crear un Ingreso Mínimo Garantizado de 350.000 pesos, para trabajadores a jornada completa.
- Se crea un nuevo tramo en el Impuesto Global Complementario de 40% para las rentas superiores a 8 millones mensuales.
- Tarifas de la electricidad: Crear un mecanismo de estabilización de las tarifas eléctricas, lo que permitirá anular la reciente alza 9,2% de la electricidad, retrotrayendo el valor de las tarifas eléctricas al nivel del primer semestre de este año.
- Transferencia de comunas de altos a comunas de bajos ingresos: Profundización del Fondo Común Municipal, y aumento de las transferencias de comunas de altos ingresos a comunas de bajos ingresos, para inversión en servicios y infraestructura municipal.
- Reducción de la dieta pública: Disminución de las dietas y salarios de diputados, senadores y otras figuras públicas.
- Reducción del número de parlamentarios y de reelecciones en el ámbito público administrativo.

Social
- Proyecto Pro-Infancia, enviado por el gobierno en reemplazo del Servicio Nacional de Menores (Sename), con la creación de dos nuevas entidades: el Servicio de Protección de la Niñez y Adolescencia y el Servicio de Reinserción Juvenil.
- Proyecto que crea el Seguro Catastrófico de Salud.
- Proyecto que crea el derecho a Sala Cuna Universal, a todos los niños hijos de progenitores pertenecientes a la fuerza laboral.
- Proyecto que establece la reducción de las contribuciones de los adultos mayores más vulnerables.

### Tramitación de los proyectos de ley
Como efecto de las movilizaciones, a nivel del Poder Legislativo fueron destrabados algunos proyectos de ley en materia de equidad social y de otros asuntos vinculados a las demandas ciudadanas en relación con el funcionamiento de la política, dándoles prioridad para que avancen en su tramitación legislativa:
- El 22 de octubre, la Comisión de Constitución de la Cámara de Diputados aprobó en general un paquete de medidas que incluyen la rebaja del sueldo parlamentario y también la reducción de números de parlamentarios.[8]
- El 5 de noviembre, la Comisión de Constitución, Legislación, Justicia y Reglamento del Senado de Chile aprobó la idea de legislar sobre el matrimonio entre personas del mismo sexo, quedando listo para ser votado en la Sala del Senado.[9]
- El 7 de noviembre, por 2 votos a favor y 3 en contra, la Comisión de Educación y Cultura del Senado rechazó el proyecto de ley ''Sala Cuna Universal'', influenciado por el rechazo transversal de diversos organismos de educación parvularia.[10][11]
- El 13 de noviembre, con 134 votos a favor y 2 abstenciones, la Cámara de Diputados aprobó proyecto de ley que otorga mayor protección a los humedales urbanos ante edificaciones y planificación territorial.[12]
- El 13 de noviembre, con 36 votos a favor y 4 en contra, el Senado aprobó proyecto de ley que establece límites en la reelección de diputados, senadores, consejeros regionales, alcaldes y concejales por un máximo de dos períodos. Sin embargo, se critica la presencia de 'letra chica' en el proyecto, ya que no considera los períodos ya ejercidos por estas autoridades, por lo que podrían postularse para un nuevo período.[13][14]
- El 20 de noviembre de 2019, la Comisión de Constitución de la Cámara de Diputados aprobó en forma unánime una iniciativa que busca rebajar en un 50% las dietas de autoridades del Gobierno, parlamentarios y autoridades regionales, excluyendo a concejales y consejeros regionales. También en ese mismo día se aprobó en forma unánime que el ahorro de la reducción de este 50% vaya directamente al Presupuesto de la Nación.[15]

## Agenda de seguridad
Posvandalismo
Los siguientes anuncios fueron considerados entre las medidas de la Nueva Agenda Social, del día 22 de octubre de 2019:
- La creación de una Defensoría de las víctimas, para facilitar el acceso y fortalecer la defensa jurídica y apoyo social y sicológico a las víctimas de la delincuencia.
- Plan de reconstrucción de daños y destrucciones provocados por la violencia y delincuencia producto de la crisis, destinado a bienes de carácter público o de interés público, como el caso de Metro, comprometiendo recursos por 350 millones de dólares.

Antivandalismo
Anuncios y proyectos realizados el día 7 de noviembre de 2019:
- Ingreso de un proyecto de ley antisaqueos para el endurecimiento de las sanciones de delitos de robo que se cometen valiéndose de la multitud.
- Prioridad al proyecto de ley antiencapuchados.
- Prioridad al proyecto en contra de los delitos que afectan al orden público con uso de barricadas.
- Ingreso de un proyecto de ley que establece un estatuto de protección para personal de Carabineros, Policía de Investigaciones y Gendarmería.
- Aumento de la capacidad de vigilancia aérea de Carabineros y de la Policía de Investigaciones.
- Creación de un equipo multisectorial entre Fiscalía, Carabineros y la Policía de Investigaciones para mejorar labores de inteligencia policial preventiva.
- Prioridad de discusión a los proyectos de ley de modernización del Sistema Nacional de Inteligencia y de Modernización del Funcionamiento de las Policías.
- Refuerzo a los canales de denuncias y de entrega de información civil contra delincuentes.

## Reforma tributaria
El día 8 de noviembre de 2019, el nuevo Ministro de Economía, Ignacio Briones, logra acordar, junto a todas las partes del espectro político, la aprobación de la reforma tributaria, destrabada luego de meses de discusión, mediante la negociación del gobierno con el parlamento. El objetivo de estas medidas fue lograr una recaudación fiscal estimada en US$ 2.000 millones, mediante el impulso al crecimiento y el emprendimiento económico, y en favor de suministrar el coste que significa la Nueva Agenda Social. Además de las medidas en temática económica señalada en la Nueva Agenda Social, en esta reforma tributaria los principales aspectos reformados son los siguientes:
- Creación de régimen especial Pro-Pyme (pequeñas y medianas empresas), 100% integrado y en base a retiro, únicamente para empresas con ventas hasta UF 75.000 y requisitos operativos. Estas empresas estarán afectas a una tasa de impuesto de primera categoría de 25%.
- Tasa reducida de PPM de 0,25% a 0,20% para aquellas pequeñas y medianas empresas con ingresos de hasta UF 50.000.
- Aplicación de sobretasa progresiva a beneficio fiscal sobre el conjunto de activos inmobiliarios de contribuyentes con avalúo fiscal total superior a $400 millones, descontando Pymes.
- Se eximirá del pago de contribuciones a adultos mayores cuyo ingreso mensual los ubique en el tramo exento del Impuesto Global Complementario. Adicionalmente, a los adultos mayores del segundo tramo del IGC, se les reducirá a la mitad el pago de sus contribuciones.

## Aprobación de un nuevo proceso constitucional
El día 10 de noviembre de 2019 el Gobierno, a través de un comunicado del nuevo ministro del Interior, Gonzalo Blumel, aprueba la futura aplicación de un proceso para el establecimiento de una nueva Constitución, mediante un Congreso Constituyente con plebiscito ratificatorio. Dos días más tarde, los catorce partidos opositores al gobierno (RD, PCCh, PS, PDC, PPD, PEV, PR, PI, PRO, FRVS, Comunes, PL, CS y PH) emitieron una declaración conjunta en donde se manifestaron favor de una Asamblea Constituyente. Durante el 13 y 14 de noviembre los partidos de Chile Vamos y parte de la oposición comenzaron una serie de negociaciones en el Congreso para idear una solución para un nuevo proceso constituyente y su forma de participación ciudadana. Las negociaciones llegaron a puerto en la madrugada del 15 de noviembre, cuando se anunció la realización de un plebiscito nacional en abril de 2020, que definirá el inicio y mecanismo del proceso constituyente. El acuerdo, titulado «Propuesta de Acuerdo para una ruta Constituyente», fue redactado por la senadora Ena von Baer (UDI) y el diputado Miguel Crispi (RD), y firmado por partidos de oficialismo y oposición, excluyendo al PCCh, el PRO, el FRVS, el PH y CS, que se restaron de la iniciativa.

## Otros proyectos de ley relacionados
- El 24 de octubre, la Cámara de Diputados aprobó el proyecto de ley que reduce la jornada laboral semanal a 40 horas (Boletín 11179-13), presentado en 2017 e impulsado por las parlamentarias del Partido Comunista Camila Vallejo y Karol Cariola. La iniciativa se aprobó por 88 votos a favor, 24 en contra y 27 abstenciones, tras un debate que tomó 2 sesiones.[24]
- El 10 de noviembre de 2019, el Gobierno señaló estar preparando un proyecto de ley que aumenta las penas y sanciones para delitos de corrupción, prácticas monopólicas, fraude e intelectuales de alto impacto social. Adicionalmente, entre las alternativas se sondea como opción subir las penas de cárcel a la colusión cuando implican bienes básicos, así como la evaluación de personalidades jurídicas. También se busca acelerar proyectos enviados que tienen relación con la integridad pública.[25]